# كلاتة نيش كش
كلاتة نيش كش (بالفارسية: کلاته نیش کش) هي قرية تقع في قسم زرق‌آباد الريفي (مقاطعة إسفراين) في إيران. يقدر عدد سكانها بـ 37 نسمة بحسب إحصاء 2016.